# Demirköy
Demirköy est une ville et un district de la province de Kırklareli dans la région de Marmara en Turquie.